# We Got Used to Us
We Got Used to Us – trzeci singel promocyjny z piątego albumu zespołu Riverside zatytułowanego Shrine of New Generation Slaves.

## Notowania
| Lista                     | Pozycja |
| ------------------------- | ------- |
| Lista Przebojów Trójki    | 6       |
| UWUEMKA                   | 1       |
| Turbo Top – AntyRadio     | 15      |
| Lista Przebojów Radia PiK | 29      |